# Upsala IF
Upsala Idrottsförening är en idrottsförening från Uppsala i Uppland (Uppsala län) i Sverige, officiellt bildad 1907 (då föreningen inträdde i Riksidrottsförbundet, RF). Föreningens härkomst räknas dock mer riktigt till 11 december 1904 då IF Swithiod och Erikslunds IK gick samman under namnet Allmänna Idrottsklubben, Uppsala. RF vägrade emellertid föreningen inträde eftersom namnet Allmänna Idrottsklubben även bars av en förening från landskapets södra delar, närmare bestämt AIK från Stockholm. Föreningen bytte därför namn till Upsala IF 1907 och inträdde i RF.
Ett flertal idrottsliga aktiviteter bedrivs av föreningen, främst fotboll, boxning och friidrott (UIF är Uppsalas ledande friidrottsförening) men även handboll och orientering. Tidigare har även verksamhet bedrivits inom bandy, cykel, gång, ishockey, simning, skidor och tennis. Idag har föreningen 2000 medlemmar. Säsongen 2011 återfinns föreningens herrlag i fotboll i Division III, damlaget i Division IV och juniorlaget i juniorallsvenskan. Säsongen 2014 avancerade herrlaget i fotboll till Division II Norra Svealand efter att ha vunnit Division III som nykomlingar, historiskt då 2015 blev den första säsongen någonsin i Division II för klubben på herrsidan.

## Kända fotbollsspelare
- Hans Selander
- Peter Gerhardsson

## Kända friidrottare
- Bertil Albertsson
- Armand Duplantis
- Svante Rinaldo
- Simon Pettersson
- Vanessa Kamga
- Patricia Kamga